# Terri E. Givens

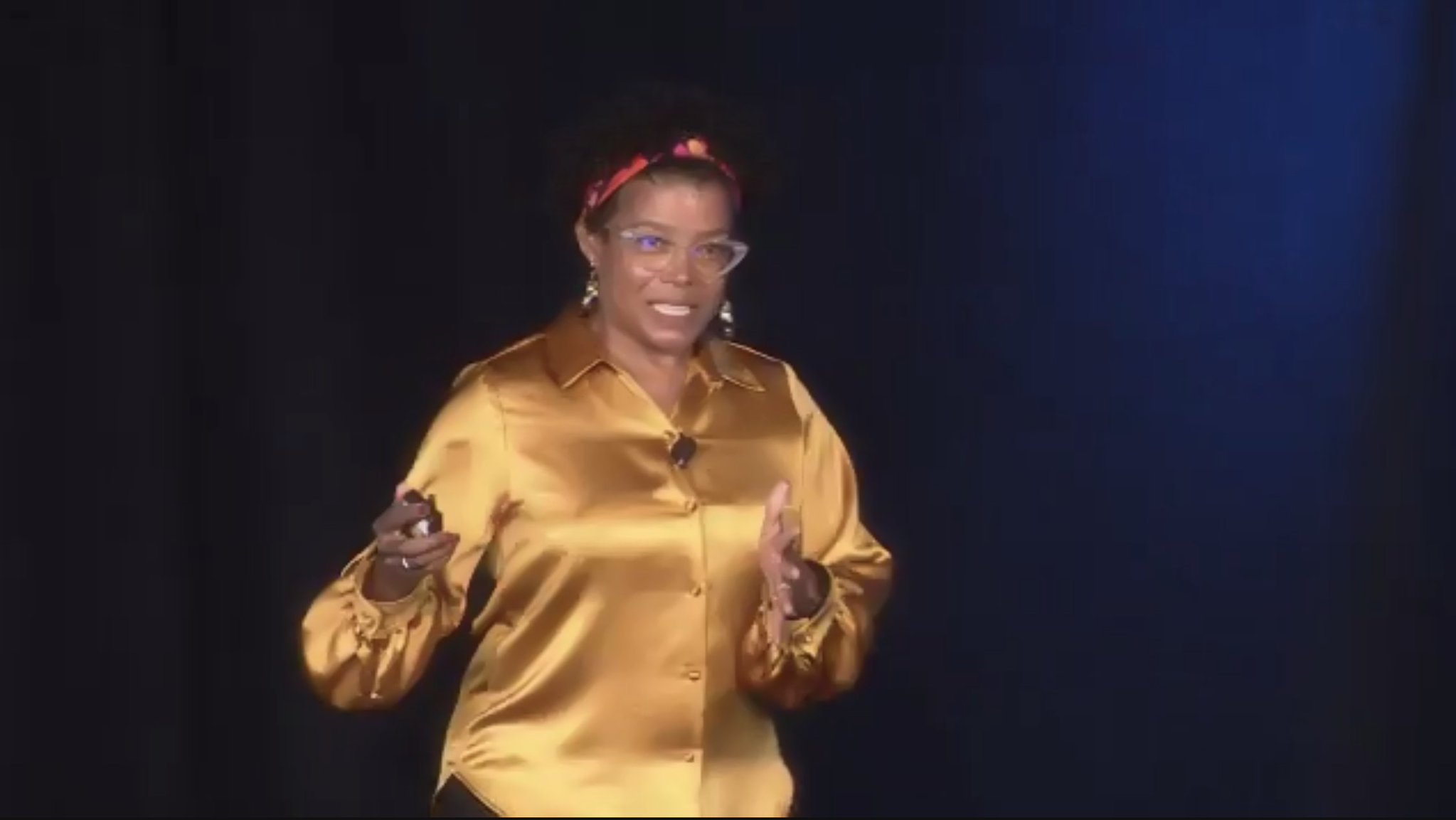
Terri E. Givens

Terri E. Givens (* 30. Oktober 1964 in Spokane) ist eine US-amerikanische Politikwissenschaftlerin und Professorin an der kanadischen McGill University. Ihre Forschungsschwerpunkte sind: Immigration, Antidiskriminierungspolitik und Rechtsradikalismus.
Givens machte ihr Bachelor-Examen 1987 (Internationale Beziehungen) an der Stanford University, wo sie bei Condoleezza Rice studiert hatte. An der University of California, Los Angeles erreichte sie 1996 den Master-Abschluss in Politikwissenschaft und wurde 1999 zur Ph.D. promoviert. Bevor sie im Juli 2021 Professorin an der McGill University wurde, war sie Assistant Professor an der University of Washington (1999–2003) und der University of Texas at Austin (2003–2006), Associate Professor in Austin, dann Full Professor ebenfalls in Austin (20014/15) und am Menlo College (2015–2018). 2018 eröffnete sie Givens Consulting und war als Beraterin für verschiedenen Institutionen tätig.
In ihrem jüngsten Buch Radical Empathy. Finding a Path to Bridging Racial Divides (2022) schildert sie ihren persönlichen Umgang mit der Rassentrennung in den USA.

## Schriften (Auswahl)
- Radical Empathy. Finding a Path to Bridging Racial Divides. Bristol University Press and Policy Press, Bristol (UK) 2022, ISBN 978-1-4473-5725-4.
- Mit Rachel Navarre und Pete Mohanty: Immigration in the 21st century. The comparative politics of immigration policy. Routledge, New York 2020, ISBN 978-1-138-93224-1.
- Mit Rhonda Evans Case: Legislating equality. The politics of antidiscrimination policy in Europe. Oxford University Press, Oxford (UK)2014, ISBN 978-0-19-870901-5.
- Voting radical right in Western Europe. Cambridge University Press, New York 2005. ISBN 0-521-85134-3.